# Marcusenius ghesquierei
Marcusenius ghesquierei är en fiskart som först beskrevs av Poll, 1945.  Marcusenius ghesquierei ingår i släktet Marcusenius och familjen Mormyridae. IUCN kategoriserar arten globalt som livskraftig. Inga underarter finns listade i Catalogue of Life.